# Farmington (Iowa)
Farmington es una ciudad ubicada en el condado de Van Buren en el estado estadounidense de Iowa. En el Censo de 2010 tenía una población de 664 habitantes y una densidad poblacional de 546,64 personas por km².

## Geografía
Farmington se encuentra ubicada en las coordenadas 40°38′20″N 91°44′21″O / 40.63889, -91.73917. Según la Oficina del Censo de los Estados Unidos, Farmington tiene una superficie total de 1.21 km², de la cual 1.21 km² corresponden a tierra firme y (0%) 0 km² es agua.

## Demografía
Según el censo de 2010, había 664 personas residiendo en Farmington. La densidad de población era de 546,64 hab./km². De los 664 habitantes, Farmington estaba compuesto por el 97.74% blancos, el 0.3% eran afroamericanos, el 0.75% eran amerindios, el 0% eran asiáticos, el 0% eran isleños del Pacífico, el 0.6% eran de otras razas y el 0.6% pertenecían a dos o más razas. Del total de la población el 2.11% eran hispanos o latinos de cualquier raza.